# Campmany
|  | «Campmany» redirigeix aquí. Vegeu-ne altres significats a «Campmany (desambiguació)». |

Campmany (IPA: ['kam'maɲ]), oficialment i impròpiament anomenat Capmany, és un municipi del Principat de Catalunya que pertany a la comarca de l'Alt Empordà, a les comarques gironines.

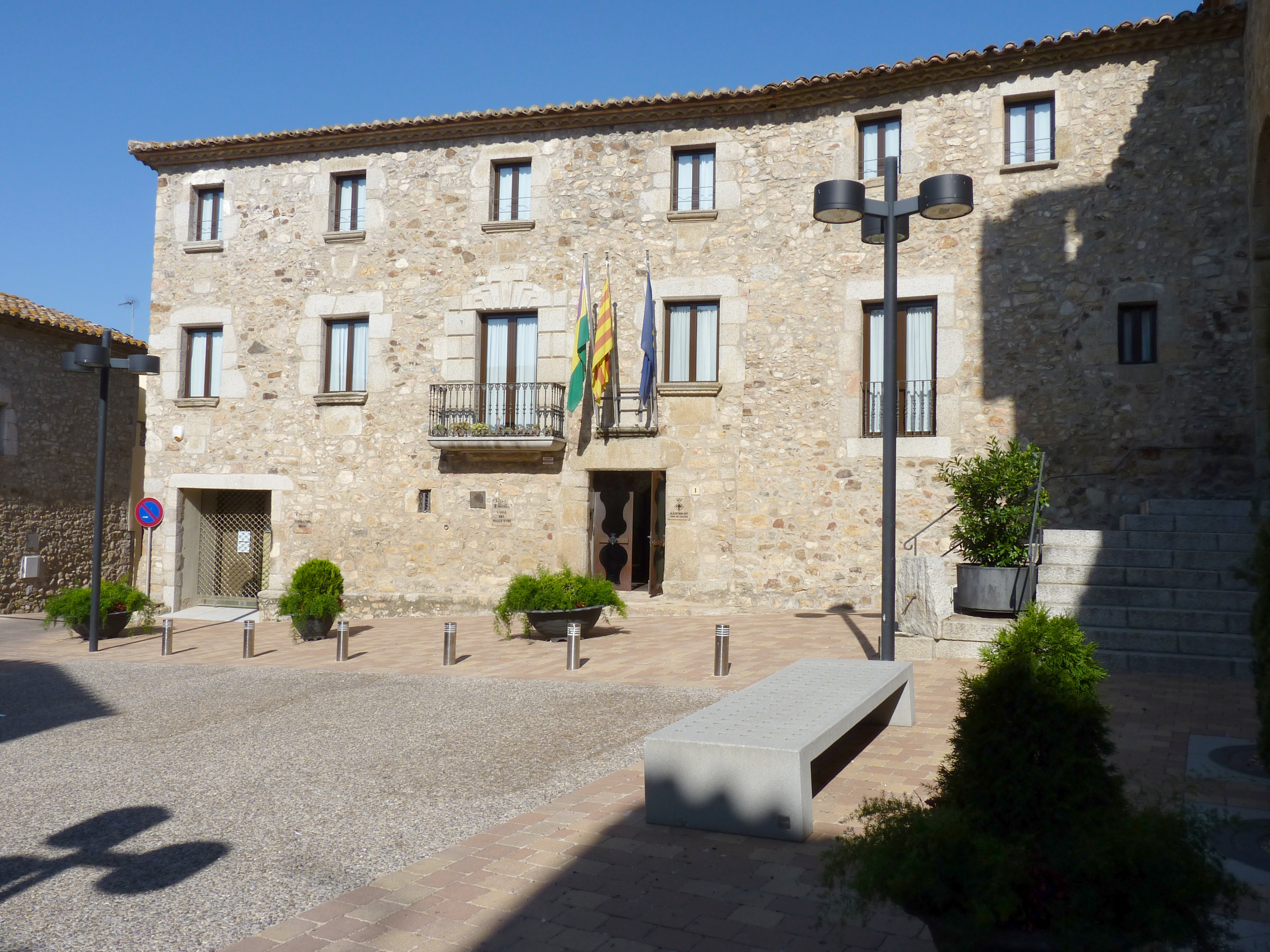
L'ajuntament

## Topònim oficial no normatiu
Capmany és el topònim oficial, però l'Institut d'Estudis Catalans ha defensat sempre la forma Campmany, d'acord amb l'etimologia i la grafia del català, fet que s'ha recollit en el Nomenclàtor oficial de toponímia major de Catalunya, on s'especifica que «En la documentació antiga Campo Magno (S. XII) ʻcamp granʼ, referent a camps antics de vinya i oliveres. La grafia oficial Capmany ʻcap grosʼ és lingüísticament inapropiada». També al llibre Topònims catalans: etimologia i pronúncia de Josep Moran, Mar Batlle, Joan Anton Rabella i Ribas s'hi diu: "*Capmany 'cap gros' és aberrant i confusionària respecte al seu origen.".

## Geografia
- Llista de topònims de Capmany (Orografia: muntanyes, serres, collades, indrets..; hidrografia: rius, fonts...; edificis: cases, masies, esglésies, etc).

El terme municipal de Campmany s'estén al llarg dels últims contraforts meridionals de la serralada de l'Albera i limita amb els termes municipals de Cantallops, la Jonquera i Agullana per la banda Nord; Darnius per l'oest, Biure pel sud i Masarac i Sant Climent Sescebes per l'est. Dista de la capital Alt Empordanesa en 14km i de Girona en 52km. Té una extensió de 26,58km2 i es troba a 110 metres d'altitud sobre el nivell del mar.
El terreny és força accidentat i envoltat per diferents serres; la Comunera, la Blanca i la dels Estanys al nord; la serra de la Solana i de Bosquerós a l'oest i la serra de l'Horta al sud.
Hi ha grans extensions de sureres i d'alzinars, malgrat que l'incendi de 1986 en destruí una gran part. El terme és drenat pel Llobregat d'Empordà, la riera de Torrelles; el Merdançà que neix als estanys de Canadal i travessa el municipi; el torrent del barranc de les Tórtores i el torrent de Bosquerós.
A part del mateix poble de Campmany, cap del municipi, hi ha algunes masies disseminades i dos veïnats: Bosquerós i la Vall.

## Història
La família Campmany és la primera de totes les nissagues, que ostentaren el títol de baró de Campmany. Els seus membres es troben esmentats en diversos documents al llarg de dos-cents anys, des del final del segle xi fins als darrers anys del segle xiii. Cal destacar Pere de Campmany, que fou un cavaller que tingué una actuació destacada al costat de Jaume I  durant la conquesta de Mallorca segons consta en la crònica de Bernat Boades.
La família Campmany desapareix del municipi i l'ocupa la família Clusa. La torre de defensa del nucli fortificat de Campmany fou construïda en l'època dels Clusa. Seguidament dels Clusa vindrien els Vilanova que aconseguiren del rei Carles III el títol de marques de Campmany. La successió en el marquesat de Campmany s'ha mantingut fins als nostres dies, però sense cap mena de vinculació amb el poble.
Pel que fa a la guerra del francès, afecta de ple el poble. L'historiador local Gregori Artizà va estudiar el desastrós balanç de les pèrdues que patí el poble al llarg dels tres anys de la guerra. El 28 d'octubre de 1793, un grup de miquelets del poble aconseguiren foragitar els francesos que volien ocupar el poble i aconseguiren retardar 15 dies l'ocupació del poble. El balanç fou de 18 francesos i 3 miquelets morts. Els miquelets campmanyencs volgueren fer un intent de recuperar el poble però el comandament de Masarac no els donà suport. Durant la guerra cal destacar que els exèrcits voluntaris de miquelets i sometent atacaren una columna de 4.500 soldats francesos que escortaven 60 carros. El combat acabà amb 500 francesos morts. Tot i això el balanç de la guerra fou desastrós. Foren tallats 7.000 arbres per a fortificar el municipi, l'església i 54 cases foren cremades a mans dels francesos i moltes dones violades.
En la memòria del municipi també queden gravades la fil·loxera i la guerra civil, encara present en la ment de molts campmanyecs, ja que part de la retirada passà pel municipi.

## Demografia
| Entitat de població        | Habitants (2024) |
| Campmany                   | 614              |
| la Vila d'Avall            | 50               |
| Bosquerós                  | 13               |
| la Verneda                 | 11               |
| Nostra Senyora de la Mercè | 3                |
| Font: Idescat              |                  |

| 1497 f | 1515 f | 1553 f | 1717 | 1787 | 1857 | 1877  | 1887 | 1900 | 1910 |
| ------ | ------ | ------ | ---- | ---- | ---- | ----- | ---- | ---- | ---- |
| 31     | 38     | 35     | 197  | 251  | 876  | 1.032 | 910  | 813  | 814  |

| 1920 | 1930 | 1940 | 1950 | 1960 | 1970 | 1981 | 1990 | 1992 | 1994 |
| ---- | ---- | ---- | ---- | ---- | ---- | ---- | ---- | ---- | ---- |
| 791  | 710  | 702  | 671  | 711  | 590  | 503  | 442  | 400  | 400  |

| 1996 | 1998 | 2000 | 2002 | 2004 | 2006 | 2008 | 2010 | 2012 | 2014 |
| ---- | ---- | ---- | ---- | ---- | ---- | ---- | ---- | ---- | ---- |
| 394  | 397  | 409  | 493  | 485  | 494  | 560  | 620  | 633  | 612  |

| 2016 | 2018 | 2020 | 2022 | 2024 | 2026 | 2028 | 2030 | 2032 | 2034 |
| ---- | ---- | ---- | ---- | ---- | ---- | ---- | ---- | ---- | ---- |
| 596  | 613  | 611  | 672  | 693  | -    | -    | -    | -    | -    |

## Economia
La vinya i la indústria que en deriva són les principals fonts de riquesa. Campmany és un dels més importants centres vinícoles de l'Empordà. Cal destacar la vintena de cellers particulars que hi ha actualment, sota la Denominació d'Origen Empordà. Cellers com Santamaria, Oliveda, Celler Pages, Trias, Pairó, Arché, Oliver Contí en són un exemple. L'economia campmanyenca viu també del sector serveis, i es beneficia de la proximitat amb la carretera N-II i l'autopista Ap-7. Creix també amb importància el turisme rural degut a les nombroses cases de turisme rural de la població. Cal destacar el museu d'aixetes que creà Josep Oliveda i Casanovas i que es troba en el celler Oliveda. Més de 5000 aixetes componen la col·lecció i el seu origen és divers, ja que està composta per aixetes catalanes, franceses, gregues, egípcies i xineses de procellana. Les més antigues daten del segle xv i són de bronze. La peça més antiga havia pertangut a la familia dels Borja. Al museu també hi ha una ampolla de vi signada per Salvador Dalí.

## Llocs d'interès
Campmany té l'origen en un fort de l'edat mitjana. Actualment, l'església, l'Ajuntament i algunes residències particulars són dins del recinte emmurallat. Fora del fort, cal destacar l'ermita de Sant Sebastià i les dues fonts que hi ha al terme municipal.
Cal destacar també el conjunt de Cases de la Vall, situades al sud del municipi, la gran quantitat de masos escampats i el vedat de caça.
Caminant pel terme podem trobar nombrosos menhirs i dòlmens amagats pels boscos d'alzines sureres
- Monuments megalítics :
  - Dolmen i menhir del Quer Afumat
  - Dolmen de Mirgoler
  - Pedra dels Sacrificis de Campmany
  - Estanys de Campmany

Al carrer de Santa Llúcia també hi ha el Museu de les Aixetes.

## L'església
L'església de Santa Àgata és un edifici fortificat del segle xii o xiii, amb només una nau i un absis semicircular. La façana principal no té cap porta, sinó una finestra doble esqueixada, i arcs arrodonits. La supera un campanar-mur recobert d'una teulada de doble vessant. El portal és a la paret lateral de la part sud i està format per tres arcs en mal estat. Els batents de la porta de fusta estan decorats amb ferros forjats en forma d'espiral de tradició romànica. Té una torre fortificada situada sobre l'absis, que data del segle xiv o xv.

## Fets diversos
- 2012. Un incendi arrasà part de l'Empordà i Campmany en fou la regió més perjudicada.

## Personatges d'interès
- Gregori Artisà i Lapedra (1839-1921), mestre, escriptor i viticultor[7]
- Arseni Corsellas i Perxés (1904-1967), músic